# Mycalesis terminus
Mycalesis terminus är en fjärilsart som beskrevs av Fabricius 1775. Mycalesis terminus ingår i släktet Mycalesis och familjen praktfjärilar. Inga underarter finns listade i Catalogue of Life.

## Bildgalleri

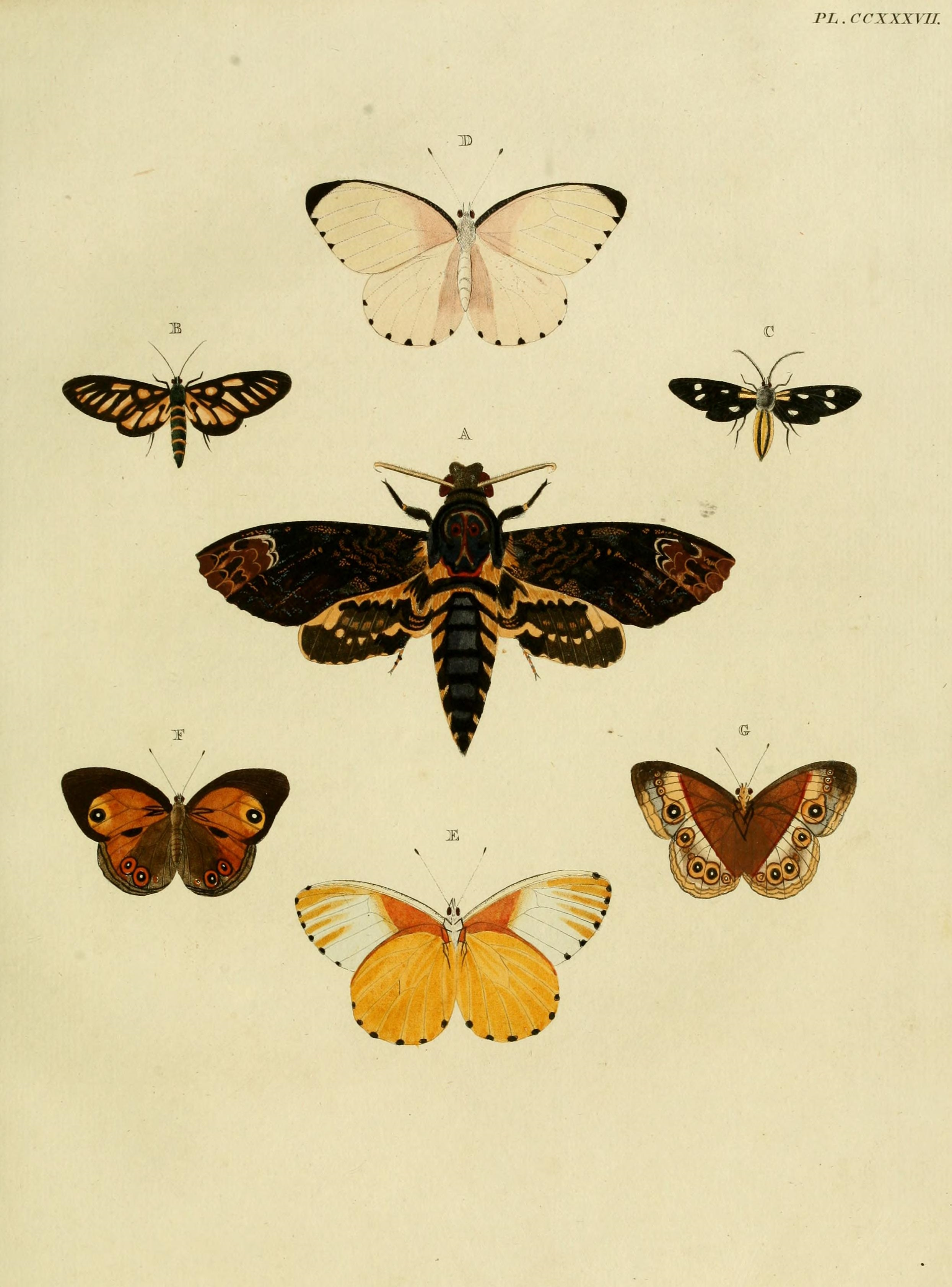
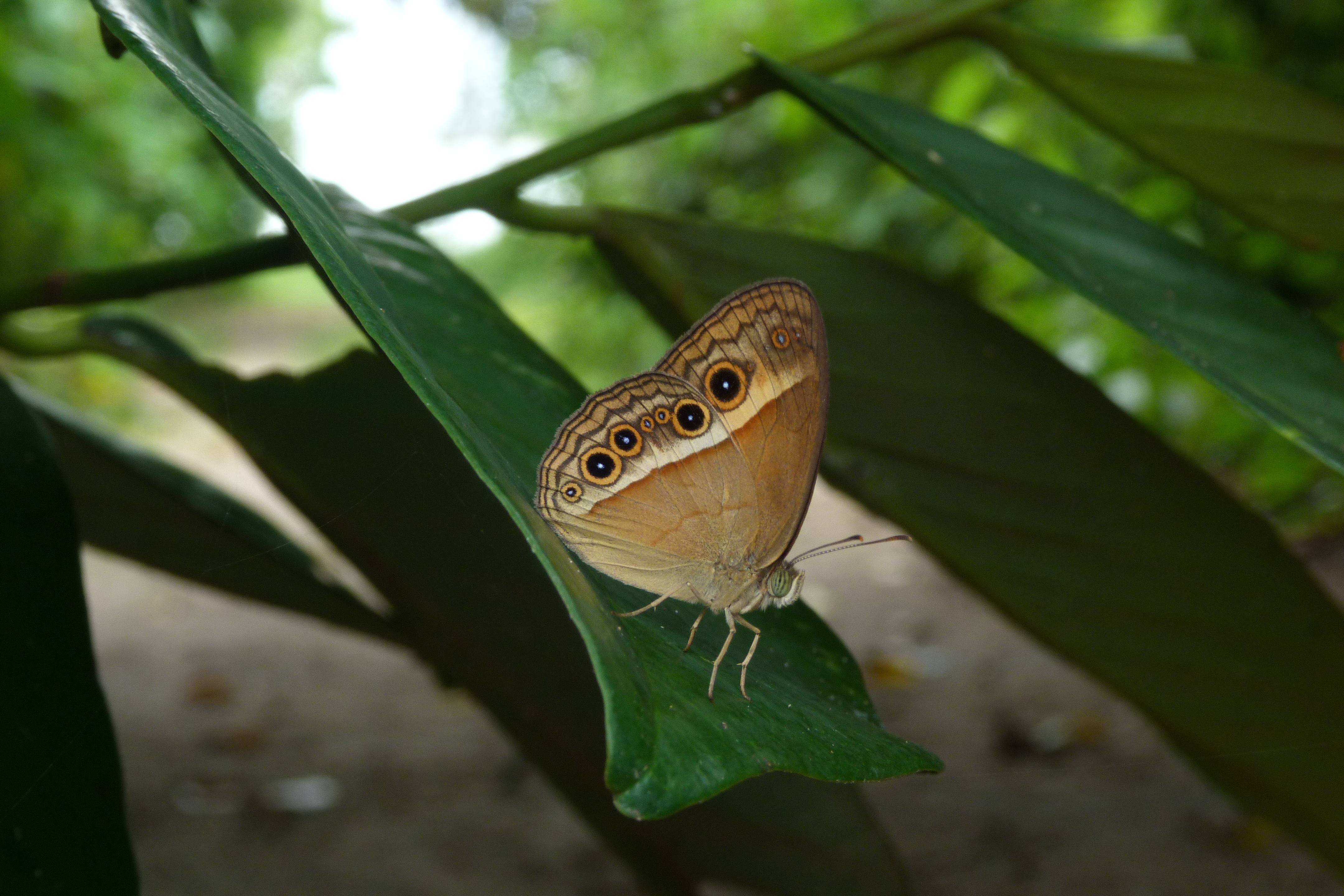
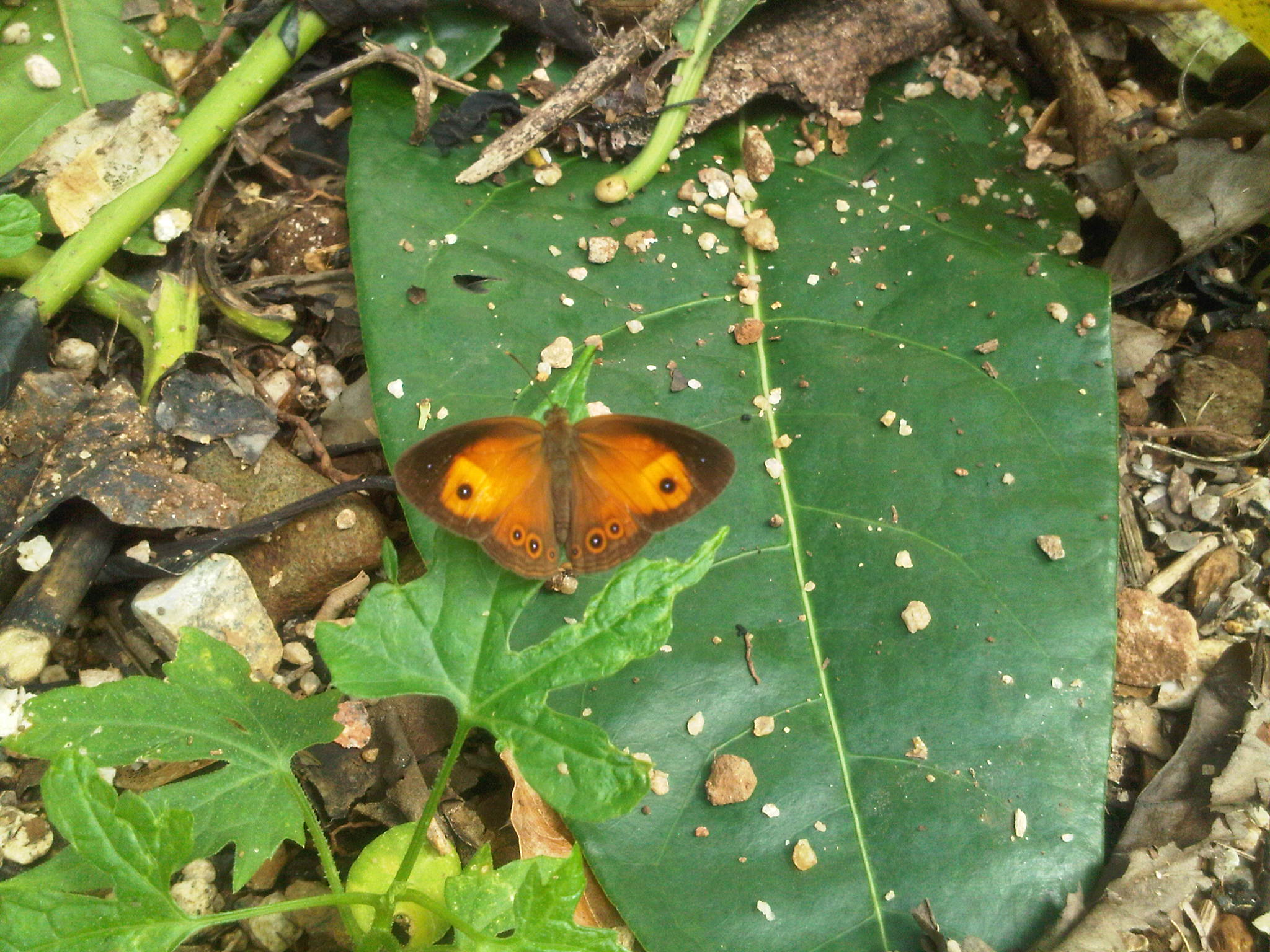